# Université Paris-Est-Marne-la-Vallée

Bâtiment Copernic de l’université de Marne-la-Vallée.

L’université de Marne-la-Vallée est une université française pluridisciplinaire située à Champs-sur-Marne sur le site du campus de Marne-la-Vallée à la Cité Descartes, qui a juridiquement existé entre 1991 et 2020.
L'université de Marne-la-Vallée fusionne avec l’Ifsttar et devient l'université Gustave-Eiffel au 1er janvier 2020.

## Historique

### Création de l'université
Dans le cadre du plan Université 2000, l'université de Marne-la-Vallée est créée à partir d’une antenne de l’université Paris-VII. Elle fait partie, avec Évry-Val d’Essone, Cergy-Pontoise, et Versailles-Saint-Quentin-en-Yvelines, des quatre « universités nouvelles » créées en juillet 1991 en Île-de-France.
Elle a comme 1er administrateur Daniel Laurent, qui a été directeur adjoint du cabinet du ministre des universités de 1976 à 1978, puis nommé vice-chancelier des universités de Paris entre 1978 et 1981. Son logo représente deux oiseaux s'envolant dans le ciel. Elle adopte déjà la couleur orange.

### Développement et alliances
En 2007, elle devient membre fondateur du pôle de recherche et d'enseignement supérieur « université Paris-Est » qui devient, en 2014, une communauté d'universités et établissements. En février 2014, le souhait d'une fusion avec l'université Paris-Est-Créteil-Val-de-Marne est annoncé par les conseils d'administration des deux établissements, mais la fusion n'a pas lieu.
L'université accède aux « compétences élargies » au 1er janvier 2009.
Le 1er octobre 2013 l'université change d'acronyme (elle devient UPEM à la place d'UPEMLV), de logo, et d'identité visuelle.
L'université devient l'établissement expérimental « Université Gustave-Eiffel » au 1er janvier 2020. L'École nationale supérieure d'architecture de Paris-Est et l'École des ingénieurs de la Ville de Paris en sont des établissements-composantes.

## Administration

### Les conseils
Les universités disposent selon le code de l’éducation d’une autonomie de fonctionnement et sont régies par une démocratie interne voulue et organisée par les lois de 1968 (« Loi Faure »), de 1984 (« loi Savary »), de 2007 (« loi LRU ») et de 2013 (« loi ESR »). Plus exactement la gouvernance des universités est régie par les articles L712-1 et suivants du code de l'éducation.

### Historique des présidents
| Identité               | Période      | Période       |
| Identité               | Début        | Fin           |
| ---------------------- | ------------ | ------------- |
| Daniel Laurent (d)     | 1986         | 1996          |
| Dominique Perrin       | 1997         | 2002          |
| Yves Lichtenberger (d) | 2002         | 2007          |
| Francis Godard (d)     | 2007         | 2011          |
| Gilles Roussel         | janvier 2012 | décembre 2019 |

## Composantes

Logo de l'ESIPE.

Conformément au code de l'éducation qui fixe l’organisation légale des universités publiques en France, l’UPEM se découpe en plusieurs composantes. On trouve d’une part les unités de formation et de recherche (UFR) et d’autre part les « instituts et écoles ». Ainsi, l’université est structurée en 12 composantes (6 instituts et 6 UFR) :
- Institut d'électronique et d'informatique Gaspard-Monge (IGM)
- École d'urbanisme de Paris (EUP)
- Institut francilien d’ingénierie des services (IFIS)
- Institut francilien des sciences appliquées (IFSA)
- Institut universitaire de technologie
- École supérieure d'ingénieurs de Paris-Est (ESIPE) de l'université Gustave-Eiffel (institut ESIPE)
- UFR Langues et civilisations
- UFR Lettres, Arts, Communication et Technologies
- UFR Mathématiques
- UFR Sciences économiques et de gestion
- UFR Sciences humaines et sociales
- UFR Sciences et Techniques des Activités Physiques et Sportives

## Campus
Le siège social de l'UPEM se situe sur le Campus de Marne-la-Vallée, à Champs-sur-Marne où se trouvent également l’école supérieure d'ingénieurs en électronique et électrotechnique, l’École nationale des sciences géographiques, l’École des Ponts ParisTech et l'école d'architecture de la ville et des territoires à Marne-la-Vallée. L’université dispose également de pôle secondaire d'enseignement à Meaux, Noisy-le-Grand et sur le site de Val d'Europe (Serris).
Le bâtiment Copernic, qui représente près d'un quart des surfaces utilisées par l'UPEM fin 2016, a été acheté en 1997 pour l'université par l'État. Conçu par l'architecte Bertrand Bonnier et construit pour l'entreprise d'informatique Bull en 1988, il est rénové de 2017 à 2019 grâce à des crédits « campus prometteur » de l'Opération Campus, dans le cadre d'un partenariat public-privé.

## Formation  et recherche

### Relations internationales
L'université Paris-Est-Marne-la-Vallée envoie ses étudiants et chercheurs dans d'autres établissements d'enseignement et de recherche à l'international, grâce à de nombreux accords et programmes d'échange. Programme Erasmus, Accords CODOFIL (Louisiane, ÉUA), Programme MICEFA (États-Unis), Accord CREPUQ (Québec), Accord SAAS (Écosse), Accords de coopération bilatéraux (convention).

### Recherche
L’UPEM est tutelle de quinze unités de recherche dont quatre associées au CNRS réparties au sein de cinq départements de la communauté d'universités et d'établissements (COMUE) Université Paris-Est :
- département « mathématiques et STIC » ;
- département « sciences, ingénierie et environnement » ;
- département « ville, transports et territoires » ;
- département « organisations, marchés, institutions » ;
- département « cultures et sociétés ».

L’UPEM s’appuie sur trois pôles de compétitivité :
- Advancity (ville et mobilité durable) ;
- Cap Digital (image, multimédia et vie numérique) ;
- SYSTEM@TIC (systèmes complexes).

## Vie étudiante

### Évolution démographique
| 1993  | 1995  | 1998  | 1999  | 2000  | 2001   | 2002    | 2003    |
| ----- | ----- | ----- | ----- | ----- | ------ | ------- | ------- |
| 3 069 | 5 594 | 7 365 | 7 993 | 8 833 | 9 500, | 10 503, | 10 949, |

| 2004   | 2005   | 2006   | 2007   | 2008   | 2009   | 2010   | 2011   |
| ------ | ------ | ------ | ------ | ------ | ------ | ------ | ------ |
| 11 029 | 11 018 | 10 552 | 10 580 | 10 193 | 11 031 | 10 522 | 10 691 |

## Galerie

Le bâtiment Clément Ader.
Le bâtiment Rabelais.
Le bâtiment du Bois de l'Étang.